# T-17 (戦車)
T-17はソビエト連邦の一人乗りの（ワンマン）試作偵察豆戦車である。
操縦手が車体前部右側の機関銃も操作した。

## 概要
ソ連陸軍の機械化を目的に、戦間期にソ連が開発に着手した戦車の中でも最も早い時期である、1926年に開発が始まった戦車である。
1930年12月までに機械化された装甲部隊が設置される予定であった。
当時工業化の途上にあって、「Liliput リリプット」と呼ばれる本車の製作は、非常にスローペースに進んだ。
本車は結果的にソ連が自国で初めて量産化に漕ぎつけるT-18と並行する形で製作がされていた。いずれもルノー FT-17 軽戦車を元に製作したソ連最初の戦車モデル(第一次世界大戦中に製作されたツァーリ・タンクなどを除く)である、T-16をモデルとした軽戦車である（実際は豆戦車）。
1929年末にT-18に先駆けて試作車が完成すると、1930年1月に、早速試験にかけられた。同年6月の別の試験の結果は、後のT-18よりも僅かながら優秀なものであった。
スペック面では、小型軽量である以外は、T-18との差は殆どなかったとされる。しかし車体などの生産がT-18に比べ少々複雑であり、生産にまでは及ばなかった。しかし開発プロジェクトそのものは凍結されることはなく、開発室も閉鎖はされなかった。
1930年5月、60輌の軽戦車と32輌の豆戦車からなる、最初の機械化支援旅団が創設された。

## 参考
- M. Svirin and A. Beskurnikov. The First Soviet Tanks, in Armada Nº 1